# Торрес, Ромарио
Рома́рио То́ррес Гутье́ррес (исп. Romario Torres Gutiérrez; 9 февраля 2005) — кубинский футболист, полузащитник уругвайского клуба «Насьональ» и сборной Кубы.

## Биография

### Клубная карьера
Назван в честь бразильского футболиста Ромарио. Начинал игровую карьеру на родине в клубе «Артемиса». В 2023 году подписал контракт с уругвайским «Насьоналем», став первым кубинцем в высшей лиге Уругвая, но изначально присоединился лишь к юношеской команде клуба.

### Карьера в сборной
Дебютировал за сборную Кубы 21 июня 2023 года в товарищеском матче со сборной Уругвая, в рамках подготовки к Золотому кубку КОНКАКАФ 2023. На самом турнире сыграл только в одном матче 3-го тура группового этапа против Канады (2:4). По итогам групповой стадии, Куба не набрала ни одного очка.